# Éditions Hervé Chopin
Les Éditions Hervé Chopin sont une maison d’édition généraliste et indépendante créée en 1994. Initialement implantée à Paris, elle transfère son siège en 2017 à Bordeaux.

## Historique
La maison commence son activité en se spécialisant dans le Beau Livre, notamment avec la collection Images d’antan. Elle développe ensuite son catalogue avec la collection Art et Culture, dédiée aux monographies de peintres, photographes, designers et couturiers, ainsi qu’à des ouvrages d’art.
En 2010, les Éditions Hervé Chopin se diversifient en publiant leurs premiers titres de littérature. Elles découvrent notamment l'auteur portugais José Rodrigues dos Santos en 2012 avec La Formule de Dieu, un ouvrage qui reste plusieurs mois en tête des ventes. Depuis, la maison poursuit la publication d’ouvrages de fiction, mettant en avant des auteurs tels que Michel Moatti, Laurent Laviolette et Sophie Wouters. La plupart de ces ouvrages sont désormais disponibles en format poche, numérique et audio.
Le catalogue des Éditions Hervé Chopin est diffusé et distribué par Interforum, filiale du groupe Editis.

## Informations économiques
Les Éditions Hervé Chopin rassemblent un catalogue de 400 titres dont 40 % d’auteurs étrangers traduits. En octobre 2024, les ventes de la maison sont majoritairement en littérature (65 %) par rapport aux beaux-livres illustrés (35 %), le tout générant un chiffre d’affaires d’1,897 million d’euros en 2024. Hervé Chopin, garant de la distribution, de la diffusion et du développement commercial, fait imprimer et fabriquer 90 % des ouvrages de la maison en France et 10 % dans le reste de l'Union Européenne. Il fait équipe avec sept autres collaborateurs, dont sa femme Isabelle Chopin, responsable de la partie éditoriale, appuyée par deux éditrices à plein temps. Les Éditions Hervé Chopin figuraient en 2023 à la 74e place du classement Livres Hebdo des éditeurs indépendants de France. 

## Publications

### 2023
- José Rodrigues dos Santos, Spinoza, L'Homme qui a tué Dieu[8]
- Terenci Moix, Les derniers jours de Cléopatre[9]
- Jodi Taylor, Les Chroniques de St Mary : Autre temps, autre lieu
- Paul Colize, Devant Dieu et les Hommes[10]
- José Rodrigues dos Santos, La Femme au dragon rouge
- Michel Moatti, Lancaster[11]
- Christian Carayon, Comment va la nuit ?[12]
- Jodi Taylor, Les Chroniques de St Mary : Préparez-vous au pire
- Alain Gordon-Gentil, Où vont les ombres quand la nuit vient ?
- Sophie Wouters, Célestine[13]

### 2024
- Antonio Perez Henares, Les Héritiers
- José Rodrigues dos Santos, Oubliés[14]
- Paul Colize, Le meurtre de la rue Blanche[15]
- Jodi Taylor, Les Chroniques de St Mary : Le Bien, le Mal et l'Histoire
- Klaus Teuber, Catan[16]
- Jean Contrucci, La cathédrale engloutie
- Michel Moatti, Darwin, le dernier chapitre, Prix Max Gallo 2024[17]
- Sophie Wouters, Esprits de famille
- Laurent Laviolette, Théodore[18]
- Antonio Perez Henares, Le clan des Brumes
- Jodi Taylor, Les Chroniques de St Mary : De catastrophe en catastrophe

### 2025
- Thierry Maugenest et William D. Adams, Cezanne à Château Noir, l'histoire d'une fascination[19]
- José Rodrigues dos Santos, Protocole Chaos[20]
- Michel Moatti, Rebecca[21]
- Jean-Paul Delfino, L'Homme qui rêvait d'aimer
- Antonio Perez Henares, Le Dernier Chasseur
- Olivier Thomas, Paul Abadie, Architecte[22]